# José Pedro Bellán
José Pedro Bellán (Montevideo, 30 de junio de 1889 - Montevideo, 24 de julio de 1930) fue un escritor, maestro y político uruguayo del partido Colorado, de reconocida labor como dramaturgo, cuentista y narrador.

## El escritor
Fue narrador y cuentista, pero como dramaturgo obtuvo el mayor reconocimiento. Amor (drama) fue su primera obra publicada en 1911, por el sello editorial Orsini Bertani. En 1920 estrena en el teatro Liceo de Buenos Aires ¡Dios te Salve!, con gran acogida de la prensa argentina. La dramatización de Blancanieves , estrenada en la "Casa del Arte" en 1928, contó con una colaboración orquestal que interpretó piezas musicales de Grieg, dirigida por Felisberto Hernández.
Su trabajo dentro de la narrativa se inicia en 1914 con Huerco (cuentos), posteriormente publica Doñaramona (1918), novela que retrata el ambiente político, social y psicológico del Uruguay de su tiempo. En 1920 se publica Primavera, un libro de cuentos reeditado varias veces debido a que Educación Primaria lo utilizó como texto escolar. Los amores de Juan Rivault (cuentos) y El pecado de Alejandra Leonard (cuentos) fueron publicados en 1922 y 1926, respectivamente.

## Obras
- Amor (teatro). Montevideo, Talleres Gráficos El Arte, 1911.
- Huerco (cuentos). Montevideo, Orsini Bertani Editor, 1914.
- Doñarramona (novela). Montevideo, Claudio García Editor, 1918. (Prólogo de Alberto Lasplaces).
- Primavera (cuentos). Montevideo, Alsina, 1920.
- ¡Dios te salve!. Montevideo, Claudio García Editor, 1920.
- Los amores de Juan Rivault (cuentos). Montevideo, Imprenta La Monotipo, 1922.
- Tro-la-ro-la-rá. Buenos Aires, en Bambalinas, Buenos Aires, Nº 386, 1925.
- El pecado de Alejandra Leonard (cuentos). Montevideo, Agencia General de Librería y Publicaciones, 1926.
- Blancanieve (dramatización del cuento homónimo en tres actos). Montevideo, J. Florensa, 1929.
- El centinela muerto & Interferencias (teatro). Montevideo, J. Florensa, 1930.
- La ronda del hijo (teatro). Buenos Aires, Claridad, circa 1930.[2]